# Берёзовское сельское поселение (Кемеровская область)
Берёзовское се́льское поселе́ние — упразднённое муниципальное образование в Кемеровском районе Кемеровской области. Административный центр — село Берёзово.

## География
На северо-западе граничит с Ягуновским сельским поселением.
Через муниципальное образование проходит федеральная автомобильная дорога М53.
Протекает река Томь.

## История
Берёзовское сельское поселение образовано 17 декабря 2004 года в соответствии с Законом Кемеровской области № 104-ОЗ.

## Население
| 2010  | 2011  | 2012  | 2013  | 2014  | 2015  | 2016  |
| ----- | ----- | ----- | ----- | ----- | ----- | ----- |
| 6054  | ↗6063 | ↗6129 | ↗6318 | ↗6532 | ↗6550 | ↗6624 |
| 2017  | 2018  | 2019  |       |       |       |       |
| ↗6662 | ↘6600 | →6600 |       |       |       |       |

## Статистика
На территории Березовского сельского поселения расположено 4 населенных пункта (п. Новостройка, с. Берёзово, д. Сухая — Речка, д. Пугачи), 35 СНТ, 3 школы, 3 детских сада, 2 медицинских учреждения, 3 объекта жизнеобеспечения, 31 магазин, 3 объекта культуры. Население составляет — 6220 человек, из них трудоспособного 3609 человек, 1380 пенсионеров.

## Состав сельского поселения
| № | Населённый пункт | Тип населённого пункта       | Население |
| - | ---------------- | ---------------------------- | --------- |
| 1 | Берёзово         | село, административный центр | 2360      |
| 2 | Новостройка      | посёлок                      | ↗3241     |
| 3 | Пугачи           | деревня                      | 176       |
| 4 | Сухая Речка      | деревня                      | 551       |